# Påskfastan
Fastan hänvisar hit. Se även fasta.
Påskfastan, fastetiden eller bara fastan är perioden för de kristnas fastetid till minne av Jesu frestelse. 
Påskfastan pågår i västkyrkan i 40 dagar före påsk, söndagar undantagna. Fastetidens sjunde och sista vecka heter stilla veckan och avslutas med påskafton. I kristen tradition är det veckan efter påskhelgen som kallas påskveckan. I östkyrkan utvecklades tidigt seden att fira lördagen som festdag jämte söndagen och därför undanta båda dessa veckodagar från fastan. Därför pågår påskfastan där i åtta veckor alltsedan 600-talet.
Fastan var viktig i medeltidens Sverige, men efter reformationen under 1500-talet, då kyrkoårstiden i Svenska kyrkan visserligen behölls, praktiserades inte längre traditionen med bokstavlig fasta. Reformatorerna godkände fastan endast som "en utvärtes anständighet", men förkastade varje påbud om den och gjorde även i detta fall samvetsfrihetens grundsats gällande. Dock fastade man på åtskilliga ställen inom den evangeliska världen ända till mitten av 1700-talet.
Namnet kvarlevde, i det att söndagarna mellan fastlagssöndagen och palmsöndagen kallas första, andra och så vidare söndagen i fastan (den fjärde söndagen i fastan heter midfastosöndagen). Fastetiden ägnades åt betraktelser över Jesu lidande. I veckorna hölls passionspredikningar. Under 1900-talet började man förknippa fastan med omtanke om nödlidande, men då handlade det i stor utsträckning om att skänka pengar. Lutherhjälpens fastebössa var tänkt att stå på köksbordet och fyllas med slantar varje dag.
Även idag[när?] är fastan en viktig del av kyrkoåret och uppmärksammas av alla församlingar i Svenska Kyrkan. En kristen fasta kan vara att avstå från till exempel tv-tittande, godis, alkohol, kött, Facebook eller något annat.
Fastlagen (efter medellågtyska vastelavent, 'fasteafton') är benämningen på de tre dagar som kommer närmast före påskfastan. Fastlagen består av fastlagssöndagen (köttsöndagen) samt blåmåndagen (av tyska blauer Montag, 'blå måndag'; även fläskmåndagen och korvmåndagen) följt av fettisdagen (eller vita tisdagen). Därefter börjar fastan med askonsdagen.